# Secrétariat à l'Infrastructure, aux Communications et aux Transports du Mexique
Le Secrétariat à l’Infrastructure, aux Communications et aux Transports du Mexique est l'un des membres du cabinet présidentiel du Mexique, abrégé « SICT ».

## Liste des secrétaires
| - Gouvernement Adolfo López Mateos - (1958 - 1958) : Javier Barros Sierra - (1959 - 1964) : Walter Cross Buchanan - Gouvernement Gustavo Díaz Ordaz - (1964 - 1970) : José Antonio Padilla Segura - Gouvernement Luis Echeverría Álvarez - (1970 - 1976) : Eugenio Méndez Docurro - Gouvernement José López Portillo - (1976 - 1982) : Emilio Mújica Montoya - Gouvernement Miguel de la Madrid - (1982 - 1984) : Rodolfo Félix Valdés - (1984 - 1988) : Daniel Díaz Díaz - Gouvernement Carlos Salinas de Gortari - (1988 - 1993) : Andrés Caso Lombardo - (1993 - 1994) : Emilio Gamboa Patrón - Gouvernement Ernesto Zedillo - (1994 - 1994) : Guillermo Ortíz Martínez - (1994 - 2000) : Carlos Ruíz Sacristán - Gouvernement Vicente Fox - (2000 - 2006) : Pedro Cerisola y Weber - Gouvernement Felipe Calderón - (2006 - 2009) : Luis Téllez - (2009 - 2011) : Juan Molinar Horcasitas - (2011 - 2012) : Dionisio Pérez-Jácome Friscione | - Gouvernement Enrique Peña Nieto - (2012 - 2018) : Gerardo Ruiz Esparza - Gouvernement Andrés Manuel López Obrador - (2018 - 2020) : Javier Jiménez Espriú - (2020 - 2022) : Jorge Arganis Díaz Leal - (2022 - 2024) : Jorge Nuño Lara - Gouvernement Claudia Sheinbaum - (depuis 2024) : Jesús Antonio Esteva Medina |